# Kanton Bourbon-Lancy
Der Kanton Bourbon-Lancy war bis 2015 ein französischer Wahlkreis im Arrondissement Charolles, im Département Saône-et-Loire und in der Region Bourgogne. Sein Hauptort war Bourbon-Lancy. Vertreter im Generalrat des Départements war zuletzt von 2008 bis 2015 Jean-Paul Drapier (PS). 
Der Kanton war 283,70 km² groß und hatte 9082 Einwohner (1999), was einer Bevölkerungsdichte von 32 Einwohnern pro km² entsprach. Er lag im Mittel 246 Meter über Normalnull, zwischen 196 Metern in Cronat und 466 Metern in Mont.

## Gemeinden
Der Kanton bestand aus zehn Gemeinden:
| Gemeinde              | Einwohner Jahr | Fläche km² | Bevölkerungsdichte | Code INSEE | Postleitzahl |
| --------------------- | -------------- | ---------- | ------------------ | ---------- | ------------ |
| Bourbon-Lancy         | 5.128 (2013)   | –          | – Einw./km²        | 71047      | 71140        |
| Chalmoux              | 691 (2013)     | –          | – Einw./km²        | 71075      | 71140        |
| Cronat                | 560 (2013)     | –          | – Einw./km²        | 71155      | 71140        |
| Gilly-sur-Loire       | 504 (2013)     | –          | – Einw./km²        | 71220      | 71160        |
| Lesme                 | 189 (2013)     | –          | – Einw./km²        | 71255      | 71140        |
| Maltat                | 290 (2013)     | –          | – Einw./km²        | 71273      | 71140        |
| Mont                  | 211 (2013)     | –          | – Einw./km²        | 71301      | 71140        |
| Perrigny-sur-Loire    | 144 (2013)     | –          | – Einw./km²        | 71348      | 71160        |
| Saint-Aubin-sur-Loire | 310 (2013)     | –          | – Einw./km²        | 71389      | 71140        |
| Vitry-sur-Loire       | 442 (2013)     | –          | – Einw./km²        | 71589      | 71140        |

## Bevölkerungsentwicklung
| 1962   | 1968   | 1975   | 1982   | 1990  | 1999  | 2007  |
| ------ | ------ | ------ | ------ | ----- | ----- | ----- |
| 11.168 | 10.946 | 10.876 | 10.385 | 9.841 | 9.082 | 8.740 |